# Ghartschak (Verwaltungsbezirk)
Ghartschak (persisch شهرستان قرچک) ist ein Schahrestan in der Provinz Teheran im Iran. Er enthält die Stadt Ghartschak, welche die Hauptstadt des Kreises ist.

## Demografie
Bei der Volkszählung 2016 betrug die Einwohnerzahl des Kreises 269.138. Die Alphabetisierung lag bei 86,5 Prozent der Bevölkerung. Knapp 86 Prozent der Bevölkerung lebten in urbanen Regionen.
| Zensusjahr | Einwohnerzahl |
| ---------- | ------------- |
| 2011       | 230.262       |
| 2016       | 269.138       |